# Anatella emergens
Anatella emergens är en tvåvingeart som beskrevs av Caspers 1987. Anatella emergens ingår i släktet Anatella och familjen svampmyggor. Arten är reproducerande i Sverige. Inga underarter finns listade i Catalogue of Life.